# 유치역
유치역(일본어: 勇知駅)은 일본 홋카이도 왓카나이시에 위치한 홋카이도 여객철도 소야 본선의 철도역이다. 역 번호는 W77이며, 단선 승강장 1면 1선의 구조를 갖춘 지상역이다.

## 이용 현황
- 1981년도 : 56명.
- 1992년도 : 44명.

## 역 주변
- 유치 강

## 역사
- 1924년 6월 25일 : 철도성 데시오키타 선 왓카나이 역 (현 · 미나미왓카나이 역) - 가부토누마 역 간 개통에 수반해 개업. 일반역.
- 1926년 9월 25일 : 데시오미나미 선과 데시오키타 선을 통합해 선로명을 데시오 선으로 개칭, 그것에 수반해 이 선의 역으로 한다.
- 1930년 4월 1일 : 데시오 선을 소야 본선으로 편입, 그것에 수반해 이 선의 역으로 한다.
- 1982년 11월 15일 : 화물 취급 폐지.
- 1984년 2월 1일 : 소화물 취급 폐지. CTC 도입에 수반하는 합리화에 의해 무인화.
- 1987년 4월 1일 : 일본국유철도 분할 민영화에 의해, 홋카이도 여객철도가 승계.
- 1980년대 : 역사 개축, 화차 역사로 한다.

## 인접 역
| 소야 본선                      | 소야 본선   | 소야 본선                        |
| ------------------------------ | ----------- | -------------------------------- |
| W76 가부토누마 아사히카와 방면 | ■ 소야 본선 | 미나미왓카나이 W79 왓카나이 방면 |